# Кубок Білорусі з футболу 2013—2014
Кубок Білорусі з футболу 2013–2014 — 23-й розіграш кубкового футбольного турніру в Білорусі. Титул вдруге здобув солігорський Шахтар.

## Попередній раунд
| Команда 1                   | Рахунок         | Команда 2             |
| --------------------------- | --------------- | --------------------- |
| 29 травня 2013              |                 |                       |
| ФК Вороново (А)             | 0:9             | Неман (Мости) (3)     |
| АЛФ-Легеа (Мінськ) (А)      | 2:1             | Молодечно-2013 (3)    |
| Смолевичі (А)               | 1:3             | ФК Орша (3)           |
| Гомельскло (Костюхівка) (А) | 2:3             | Партизан (Мінськ) (3) |
| ФК Горки (А)                | 2:2 дч пен. 1:4 | ФК Жлобин (3)         |
| Західний (А)                | 0:3             | ФК Кобринь (3)        |

## Перший раунд
| Команда 1                | Рахунок         | Команда 2                |
| ------------------------ | --------------- | ------------------------ |
| 12 червня 2013           |                 |                          |
| Партизан (Мінськ) (3)    | -:+             | Вітебськ (2)             |
| Барановичі (3)           | 0:2             | Гомельзалдортранс (3)    |
| ФК Орша (3)              | 0:4             | ФК Сморгонь (2)          |
| Зірка-БДУ (Мінськ) (3)   | 1:0             | Хімік (Світлогорськ) (2) |
| Лівадія (Дзержинськ) (3) | 0:5             | Граніт (Мікашевичі) (2)  |
| ФК Осиповичі (3)         | 0:6             | Смолевичі-СТІ (2)        |
| ФК Жлобин (3)            | 3:2             | ФК Іслоч (2)             |
| АЛФ-Легеа (Мінськ) (А)   | 1:11            | Ведрич-97 (Річиця) (2)   |
| Неман (Мости) (3)        | 1:1 дч пен. 2:3 | ФК Полоцьк (2)           |
| АЛФ-2007 (Мінськ) (3)    | 0:3 дч          | ФК Слонім (2)            |
| ФК Кобринь (3)           | 0:3             | Береза-2010 (2)          |

## Другий раунд
| Команда 1               | Рахунок | Команда 2          |
| ----------------------- | ------- | ------------------ |
| 27 липня 2013           |         |                    |
| ФК Слонім (2)           | 0:3     | Динамо-Берестя     |
| Смолевичі-СТІ (2)       | 1:3     | Білшина            |
| Граніт (Мікашевичі) (2) | 2:0     | Нафтан             |
| Ведрич-97 (Річиця) (2)  | 0:3     | Німан              |
| Береза-2010 (2)         | 0:3     | Гомель             |
| Вітебськ (2)            | -:+     | ФК Городея (2)     |
| 28 липня 2013           |         |                    |
| ФК Полоцьк (2)          | 2:1     | Хвиля (Пінськ) (2) |
| СКВІЧ (2)               | 0:3     | Дніпро (Могильов)  |
| Зірка-БДУ (Мінськ) (3)  | 0:3     | Торпедо-БелАЗ      |
| ФК Сморгонь (2)         | 5:0     | Ліда (2)           |
| Гомельзалдортранс(3)    | 0:2     | Слуцьк (2)         |
| ФК Жлобин (3)           | 0:4     | Славія-Мозир       |

## 1/8 фіналу
| Команда 1      | Рахунок         | Команда 2               |
| -------------- | --------------- | ----------------------- |
| 24 серпня 2013 |                 |                         |
| ФК Городея (2) | 3:1             | Граніт (Мікашевичі) (2) |
| Білшина        | 2:0             | Динамо (Мінськ)         |
| Слуцьк (2)     | 0:1             | Дніпро (Могильов)       |
| 25 серпня 2013 |                 |                         |
| БАТЕ           | 7:0             | ФК Сморгонь (2)         |
| Торпедо-БелАЗ  | 2:2 дч пен. 1:3 | Шахтар (Солігорськ)     |
| Гомель         | 1:0             | Славія-Мозир            |
| Німан          | 3:1             | Динамо-Берестя          |
| 7 вересня 2013 |                 |                         |
| Мінськ         | 6:0             | ФК Полоцьк (2)          |

## Чвертьфінали
| Команда 1           | Рахунок | Команда 2         |
| ------------------- | ------- | ----------------- |
| 22 березня 2014     |         |                   |
| Мінськ              | 3:1     | ФК Городея (2)    |
| Шахтар (Солігорськ) | 3:1     | Білшина           |
| Гомель              | 1:2     | Дніпро (Могильов) |
| Німан               | 2:1 дч  | БАТЕ              |

## Півфінали
| Команда 1         | Рахунок | Команда 2           |
| ----------------- | ------- | ------------------- |
| 15 квітня 2014    |         |                     |
| Мінськ            | 1:3     | Німан               |
| Дніпро (Могильов) | 1:3 дч  | Шахтар (Солігорськ) |

## Фінал
| 3 травня 2014 19:00 (UTC+3) |

| Німан | 0:1      | Шахтар (Солігорськ) |
| ----- | -------- | ------------------- |
|       | Протокол | Старгородський 35'  |

| Борисов-Арена, Борисов Глядачів: 11 000 Арбітр: Сергій Цинкевич |